# Vincent Falcone
Vincent Falcone (* 8. Oktober 2003 in Masny) ist ein französischer Motorradrennfahrer.

## Statistik

### In der Supersport-Weltmeisterschaft
(Stand: 5. September 2021)
| Saison | Team                  | Motorrad       | Rennen | Siege | Zweiter | Dritter | Poles | Schn. Runden | Punkte | Ergebnis |
| ------ | --------------------- | -------------- | ------ | ----- | ------- | ------- | ----- | ------------ | ------ | -------- |
| 2020   | OXXO Yamaha Team Tóth | Yamaha YZF-R 6 | 2      | –     | –       | –       | –     | –            | –      | 32.      |
| 2021   | VFT Racing            | Yamaha YZF-R 6 | 2      | –     | –       | –       | –     | –            | –      | –        |
| Gesamt | Gesamt                | Gesamt         | 4      | 0     | 0       | 0       | 0     | 0            | 0      |          |